# Гуалтиери
Гуалтиѐри (на италиански: Gualtieri, на местен диалект Gualtèr, Гуалтер) е градче и община в северна Италия, провинция Реджо Емилия, регион Емилия-Романя. Разположено е на 22 m надморска височина. Населението на общината е 6696 души (към 2010 г.).